# Culicicapa
Culicicapa is een geslacht van zangvogels uit de familie Stenostiridae.

## Soorten
Het geslacht kent de volgende soorten:
- Culicicapa ceylonensis – Grijskopvliegenvanger
- Culicicapa helianthea – Kanarievliegenvanger